# 福益敏
福益 敏（ふくます とし、1946年1月26日 - ）は、鳥取県旧法勝寺村（現南部町）出身の元ボート選手（ローイング選手）。

## 経歴
法勝寺中学校から米子東高校に進学すると、体格の良さを見込まれて端艇部に入部する。1963年のインターハイで7位入賞、翌1964年にも準決勝まで進出した。
その後同志社大学漕艇部からの誘いを受け進学、エイト（8人乗り）で2番を漕いだ。4回生のとき、全日本選手権（戸田）で同大は強豪を下して、関西勢初優勝を飾る。この結果1か月後のメキシコシティオリンピック日本代表に急遽選出されたが、高地練習のできないまま本番に臨むことになった。日本から送った使用艇が台風のため到着が遅れる不運もあり、競技結果は予選6位、敗者復活戦5位、順位決定戦6位といずれも最下位に終わった。